# 프리메이슨 음모론
프리메이슨 음모론(Masonic conspiracy theories)이란 프리메이슨와 관련된 음모론을 말한다. 프리메이슨에 관한 음모론은 18세기 이래로 현재까지 수백 가지가 제기되어 왔다. 일반적으로 이들 음모론은 크게 세 범주로 나눌 수 있다. 정치,(주로 미국와 영국의 정부를 조종한다는 것이 많음), 종교(반기독교주의 및 악마숭배적 신앙과 의식을 행한다고들 함), 문화(대개 대중오락과 관련됨)가 그것이다. 많은 음모론자들이 프리메이슨과 성전기사단에 관한 음모론을 주장하고 있다. 이러한 개념들은 대개 프리메이슨의 교리들을 달리 해석함으로 인해 발생한다.
프리메이슨이 정치를 조종한다는 음모론 중 가장 잘 알려진 사례는 신세계 질서 음모론일 것이다. 그 외에도 미국 연방정부의 각 부처가 연관되어 있다고 하기도 하고, 이탈리아의 프로파간다 두에 같은 것도 프리메이슨과 관련되었다고 연관짓는다.
프리메이슨과 종교에 관련된 음모론들은 프리메이슨이 오컬트 단체라고 상정한다. 이쪽 관련 음모론들은 탁실 속임수 사건을 그 기원으로 한다. 이 외에도 도로의 패턴, 국가 인장, 기업 로고 등에서 프리메이슨의 자취를 읽어내려 하는 것도 음모론자들의 단골 소재이다. 이러한 음모론 대다수가 음모론자들의 피해 의식, 과대 망상증에 불과하다.